# Беллини, Винченцо
Винченцо Сальваторе Кармело Франческо Белли́ни (итал. Vincenzo Salvatore Carmelo Francesco Bellini; 3 ноября 1801, Катания, Сицилия — 23 сентября 1835, Пюто, близ Парижа) — итальянский композитор раннего романтизма. Известен десятью  операми, которые он успел написать до безвременного ухода из жизни в 33 года; шедеврами среди них считаются «Норма» и «Пуритане». По количеству ежегодно даваемых представлений его опер Беллини уступает среди композиторов эпохи бельканто только Россини и Доницетти. 
На протяжении бо́льшей части карьеры Беллини сотрудничал с либреттистом Ф. Романи, певцами Дж. Б. Рубини и Дж. Паста, а также переписывался с музыковедом Ф. Флоримо.

## Биография
Сын и внук органистов, которые учились в Неаполитанской консерватории, Беллини с ранних лет считался музыкальным вундеркиндом. Учился он в той же консерватории у Дзингарелли, сосредоточившись на написании симфонической и церковной музыки. В самых ранних работах прослеживается увлечение старинной музыкой, особенно духовной. Первая опера Беллини, «Адельсон и Сальвини», была исполнена на сцене консерватории в 1825 году. 
В 1826 году неаполитанский театр Сан-Карло поставил его оперу «Бьянка и Фернандо». Известность молодого композитора быстро вышла за пределы Неаполитанского королевства, и в 1827 году он пишет по заказу миланского театра Ла-Скала оперу «Пират», имевшую громадный успех; еще больший успех имела в следующем году «Чужестранка». За ними последовали «Заира», провалившаяся в Парме, «Капулетти и Монтекки» (Венеция) и «Сомнамбула» (Милан).
Критика порицала Беллини за чрезмерную простоту инструментовки и отсутствие широко развитых по форме вокальных номеров в его операх; под влиянием этих упреков композитор стал тщательнее работать над своими произведениями и выступил в 1831 году с «Нормой». Опера эта произвела фурор, в особенности с Малибран в заглавной роли. Меньший успех имела «Беатриче ди Тенда». Написанная в 1832 году одноактная опера «Былое и будущее» (видимо, исполненная лишь однажды в частном доме) считается утраченной.
Хотя после ухода Россини из оперы (1829) Беллини оказался в положении самого востребованного композитора Италии, он вслед за Россини переселился в 1831 году в Париж, в то время имевший репутацию культурной столицы всей Европы. Своё место жительства он выбрал неподалёку от Россини, который содействовал его обустройству в новой стране. После переезда Беллини обрёл новый круг почитателей и знакомых (среди которых Шопен). 
Во Франции композитору суждено было написать лишь одну оперу, «Пуритане», во многих отношениях самую амбициозную из всего им созданного. Сочинена она была в основном на небольшой вилле в Пюто (на берегу Сены, лежащем напротив Булонского леса), которую предоставил в его распоряжение почитатель творчества Беллини — английский полковник С. Левис. По словам самого Беллини, на парижской премьере оперы от восторга «все в зале обезумели, поднялся такой шум, такие крики, что приходилось только удивляться темпераменту публики». Париж был покорён:
На протяжении двух месяцев «Пуритане» прошли 17 раз, и закрытие сезона 31 марта [1835 года] превратилось в настоящее чествование Беллини. По окончании спектакля вся сцена была завалена цветами и венками.

### Смерть и увековечение памяти
Хотя Беллини часто жаловался друзьям на слабое здоровье, его смерть на вилле в Пюто от острого воспаления кишечника, осложнённого абсцессом печени, на 34-м году жизни стала неожиданностью. Накануне начала его болезни встретившийся композитору на обеде поэт Гейне предсказал, что жить ему осталось недолго. Скоропостижный характер смерти Беллини даже вызвал толки о его отравлении.
Всеобщее сожаление и скорбь о преждевременной кончине Винченцо Беллини выразились в многочисленных посвящённых ему статьях и некрологах. Покровительствовавший ему Россини в одном из писем таким образом описывал его похороны:
С печальным удовлетворением сообщаю вам, что похороны нашего покойного друга сопровождались выражением всеобщей любви, проявлением чрезвычайно большой заботы со стороны всех артистов и с пышностью, достойной короля; хор в двести голосов исполнил заупокойную мессу, к хору присоединились ведущие солисты; после мессы они отправились на кладбище (где тело бедного Беллини будет покоиться до тех пор, пока не будут предприняты все необходимые меры); кортеж сопровождал военный оркестр в составе ста двадцати музыкантов; каждые десять минут раздавался удар тамтама, и уверяю вас, такая масса народа, печаль, отражавшаяся на всех лицах, производила неописуемое впечатление; я не в силах выразить, какой огромной любовью пользовался наш бедный друг.
Первоначально похоронен на парижском кладбище Пер-Лашез, однако в 1876 году прах композитора был перенесён на Сицилию, в кафедральный собор его родного города. В Неаполе и Катании есть площади Беллини с памятниками ему. Вообще в Катании сложился своеобразный культ Беллини: его именем был назван театр Массимо, где по сей день особенно часто ставятся его оперы, а в одном из городских дворцов открыт музей Беллини, где хранится и часть его рукописей. 

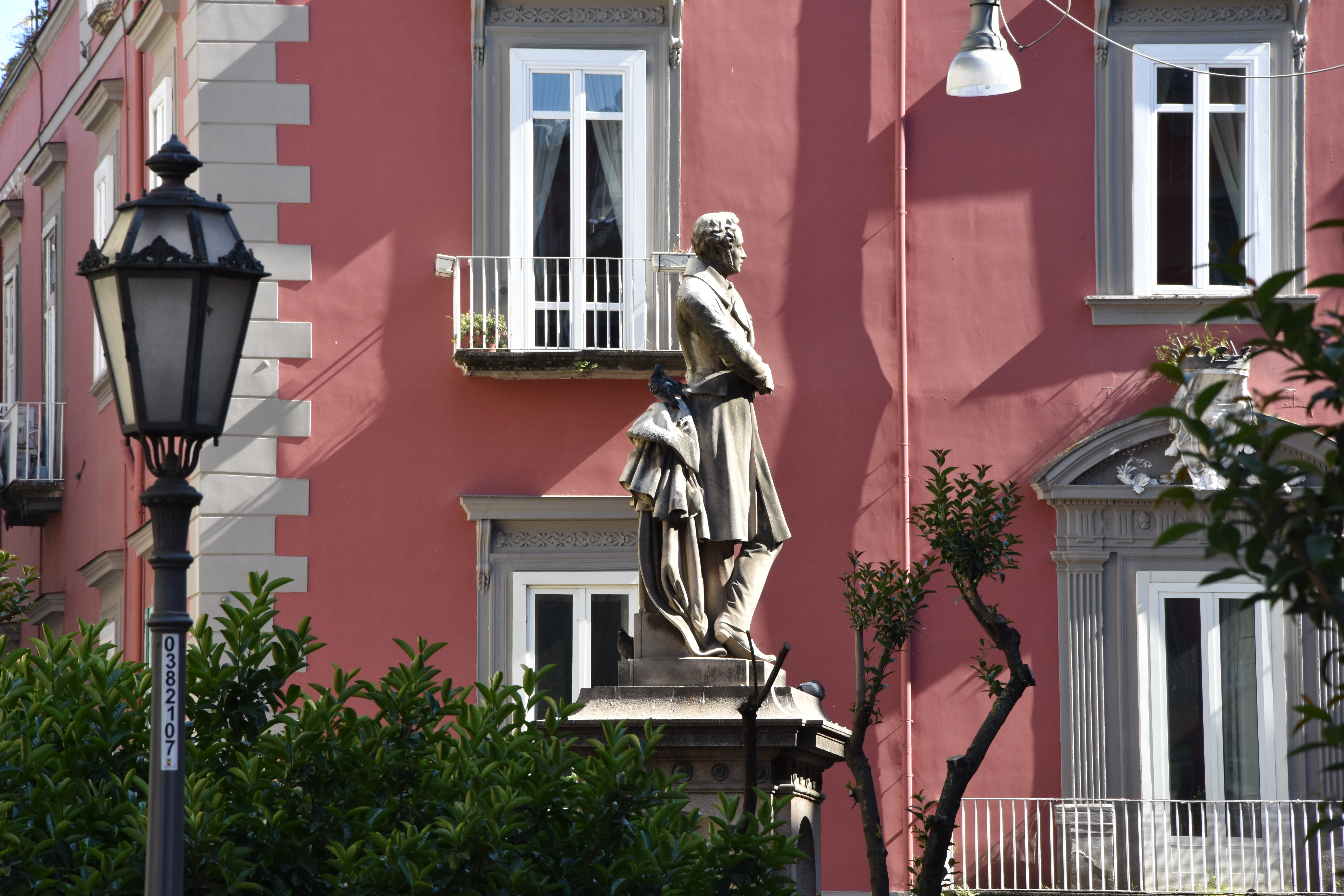
Памятник Беллини в Неаполе (автор А. Бальзико)
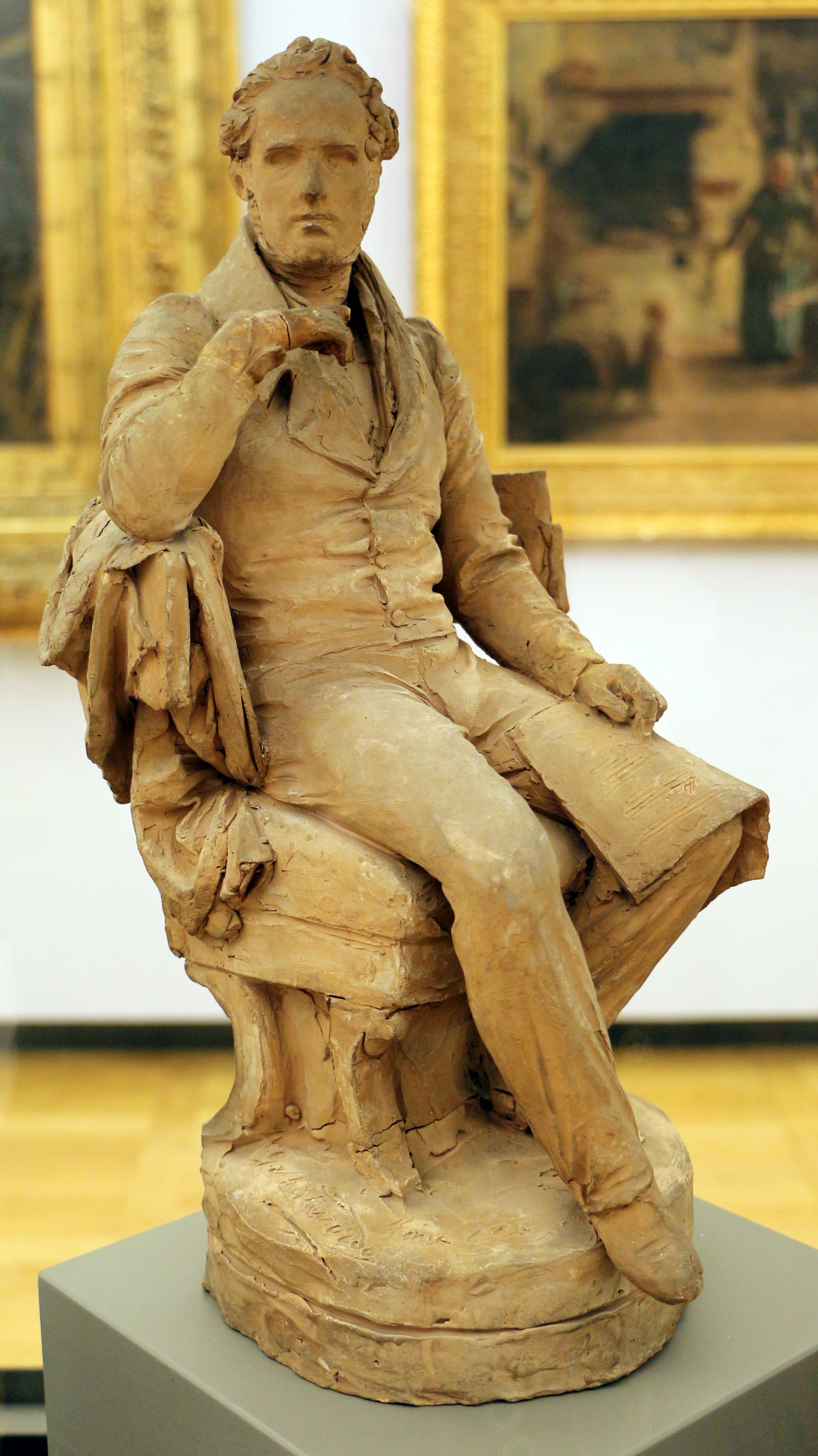
Проект памятника Беллини, созданный в 1879 г. скульптором Монтеверде
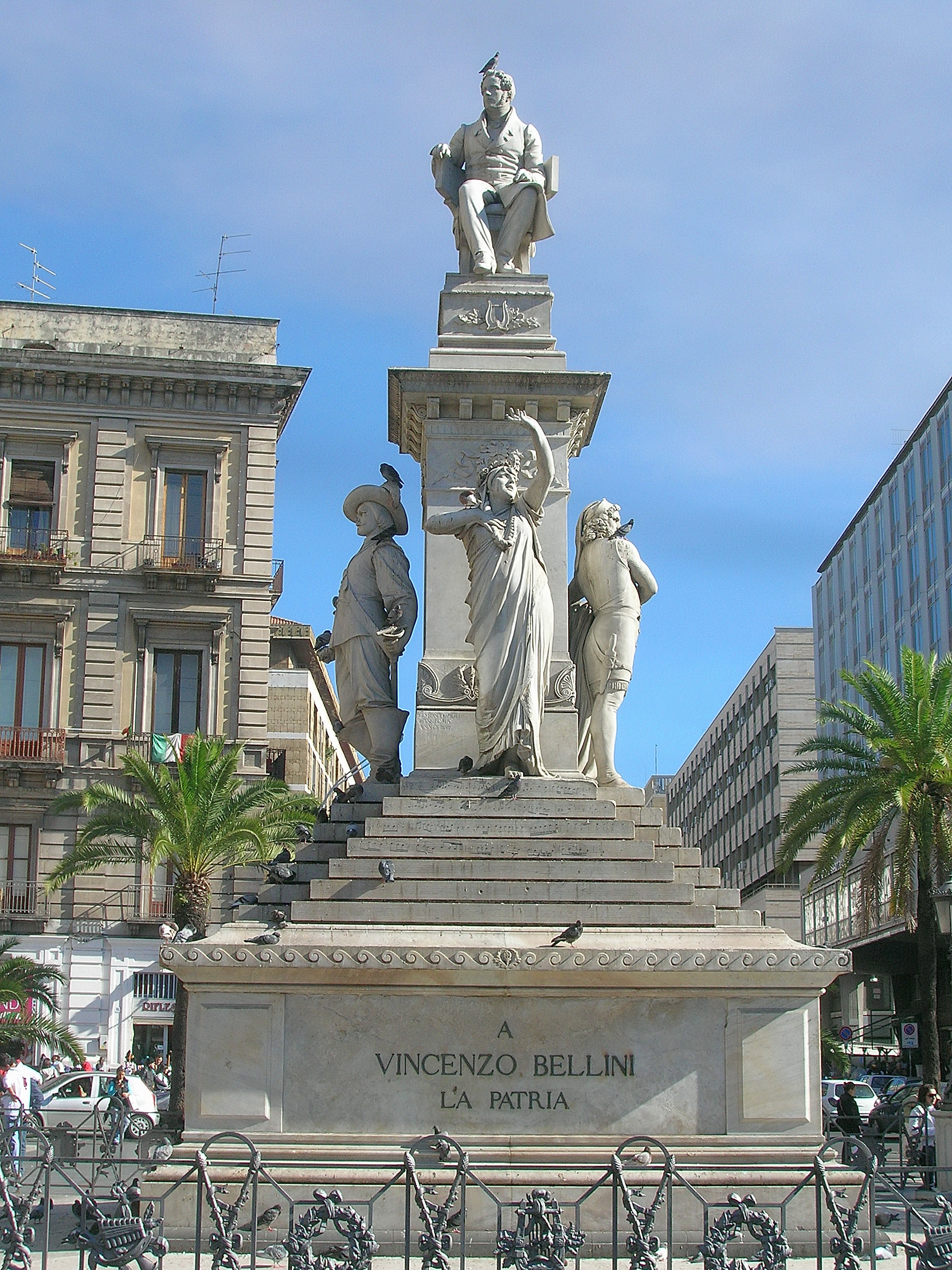
Памятник Беллини в Катании (1882)
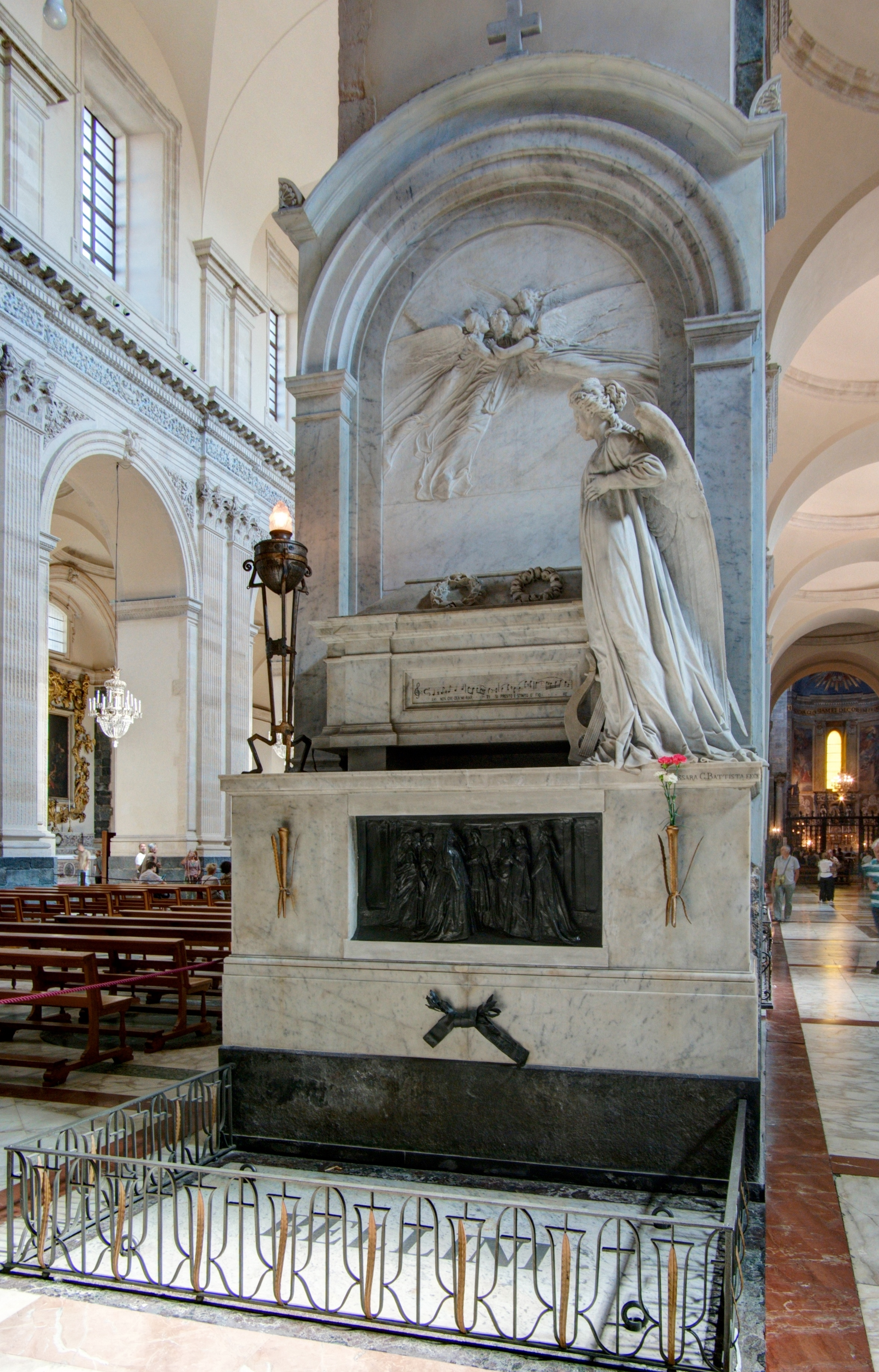
Могила Беллини в соборе Катании
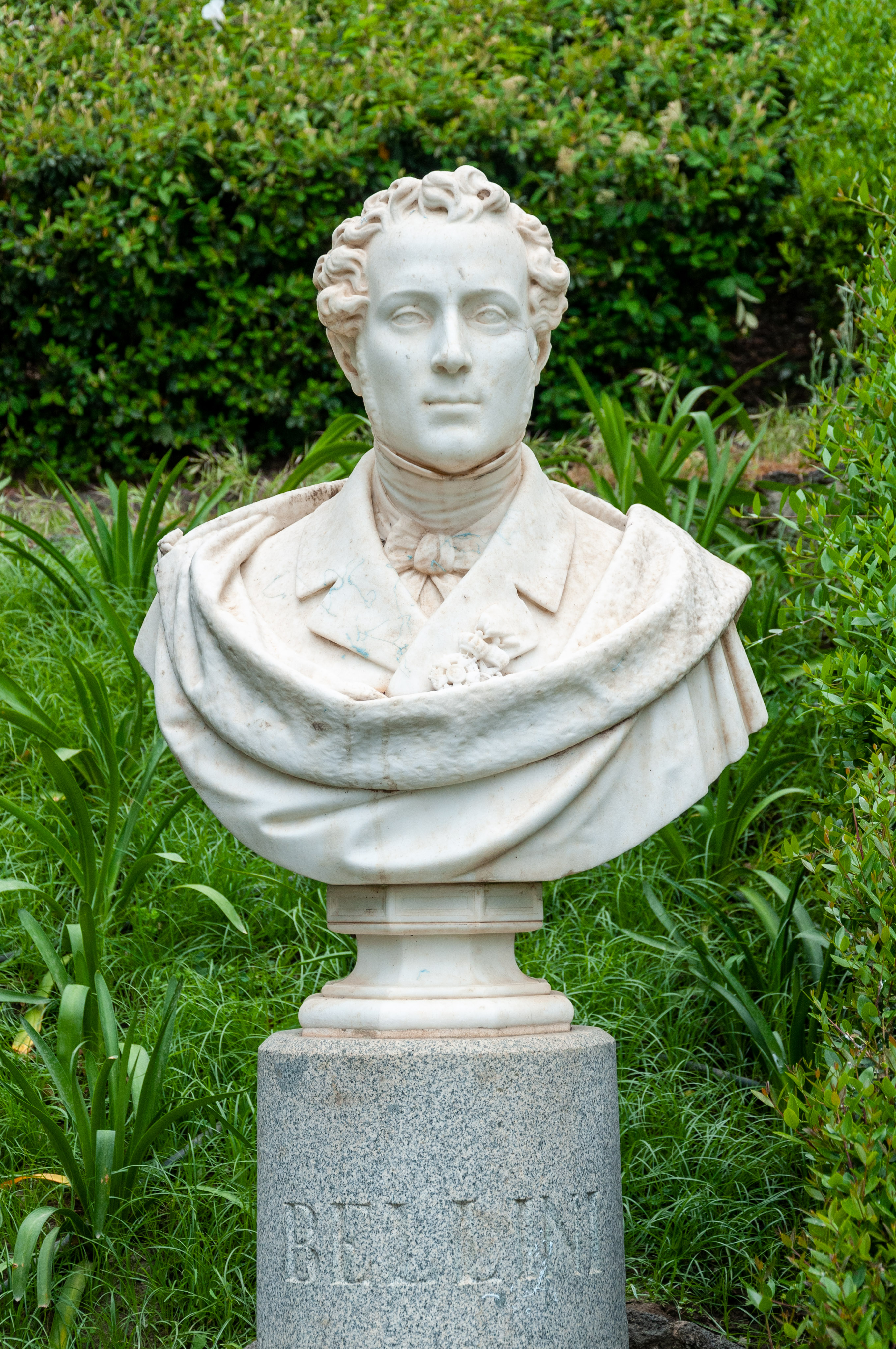
Бюст Беллини в парке его имени (Катания)

Работе Беллини над «Нормой» посвящён фильм Кармине Галлоне «Девушка из Неаполя» (Casta Diva, 1935), который получил кубок Муссолини за лучший итальянский фильм на 3-м Венецианском кинофестивале. В том же году Галлоне переснял его на английском языке с британскими актёрами, а в 1954 году сделал новую версию в цвете. В 1949 году оригинальный фильм демонстририровался в кинотеатрах СССР. В трёх версиях фильма образ композитора создали разные актёры — Сандро Пальмьери, Филлипс Холмс и Морис Роне.

## Творчество
За свою недолгую жизнь Беллини успел закончить десять опер, из которых только одна («Заира») не имела успеха, — остальные обошли большинство европейских сцен. В юности, до 1825 года, он написал также почти 20 духовных произведений и 7 симфоний. Также сохранились его песни, концерт для гобоя и струнных, каприччио и полонез для фортепиано. 

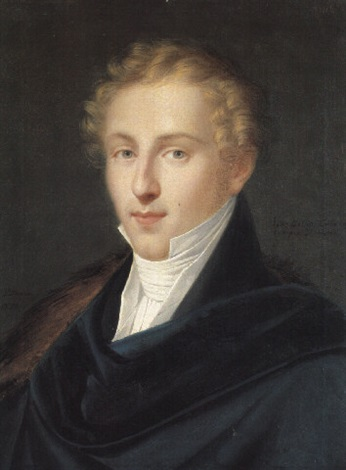
Беллини на портрете 1830 года

Зрелые оперы Беллини славятся виртуозной проработкой вокальных партий и изысканностью («сияющей элегантностью») мелодических линий (которым свойственны раскрепощённый ритм и широкое дыхание, как в знаменитой каватине Casta diva). При создании оперных актов он использовал не только классическое разделение на отдельные номера (арии, ансамбли), но и новаторски применял (в «Пуританах») непрерывную драматургию, где речитативы органично перетекают в напевные эпизоды.
Оперы Беллини импонировали современникам отсутствием приевшейся перегруженности вокальными украшениями. Высокого мнения о его творениях были Шопен и Лист (испытавшие его влияние), а также редко хваливший кого-либо Рихард Вагнер, который писал: «Может быть, совершенно прав был Галеви, воскликнувший однажды, что он готов отдать всю свою музыку за одну Casta diva из „Нормы“». По воспоминаниям Чайковского, в детстве он рыдал от чувств, которые навевали на него «изящные, всегда проникнутые меланхолией мелодии» Беллини.

### Список опер
- «Адельсон и Сальвини» (1825)
- «Бьянка и Джернандо» (1826; под названием «Бьянка и Фернандо» — 1828)
- «Пират» («Il pirata») (1827)
- «Чужестранка» (1829)
- «Заира (итал. Zaira)» (1829)
- «Эрнани» (не окончена, 1830)
- «Капулетти и Монтекки» (1830)
- «Сомнамбула» («La sonnambula»), 1831
- «Норма» («Norma»), 1831
- «Беатриче ди Тенда» («Beatrice di Tenda»), 1833
- «Пуритане» («I puritani»), 1835